# Deutscher Naturschutztag
Der Deutsche Naturschutztag (DNT) ist der zentrale Fachkongress des staatlichen und nicht-staatlichen Naturschutzes in Deutschland. Er wird seit 1925 in einem zweijährigen Turnus veranstaltet, unterbrochen vom II. Weltkrieg und bis 1957. Die drängendsten und relevantesten Themen der Naturschutzakteure werden in politische Forderungen übersetzt, die am Ende vorgebracht werden. Veranstalter sind heute der Bundesverband Beruflicher Naturschutz, das Bundesamt für Naturschutz (Fachbehörde) und der Deutsche Naturschutzring (Naturschutz NROs).

## Ziele der Deutschen Naturschutztage
Seit 1925 sind die Ziele der Konferenz wie folgt definiert. Er soll:
- "die für Naturschutz und Landschaftspflege Tätigen aus den verschiedenen behördlichen, privaten, wissenschaftlichen, praktischen Institutionen sowie Ehrenamtliche regelmäßig zusammenzuführen"
- "die enge Kooperation aller Fachkräfte für Naturschutz und Landschaftspflege zu ermöglichen und aufrecht zu erhalten,
- Einfluss auf die Entwicklung von Naturschutz und Landschaftspflege, insbesondere auf die einheitliche Gesetzgebung, zu nehmen und die Anliegen des Naturschutzes in die Öffentlichkeit zu tragen."